# Kulan
De Turkmeense kulan (Equus hemionus kulan), ook wel Transcaspische wilde ezel, Turkmeense onager of simpelweg de kulan, is een ondersoort van de onager (Aziatische wilde ezel) en is inheems in Centraal-Azië. De soort werd in 2016 als bedreigd verklaard.

## Beschrijving
De kulan is een van de grootste ondersoorten van de onager. Het dier is 200 - 250 cm lang, met een schofthoogte van 100 - 140 cm en weegt 200 - 240 kg. Mannelijke onagers zijn groter dan de vrouwtjes.
De kulan wordt gekenmerkt door een lichtbruine vacht, een donkere aalstreep en witte vlekken aan de zijkanten, rug en buik. Het heeft ook ruige zwarte manen en een plukje aan het uiteinde. In de zomer is de vacht dunner en bruin, en wordt tijdens de winter dik en grijsbruin.

## Populatie
De populatie van de soort was in verval geraakt in Turkmenistan terwijl ze langzaam toeneemt in herintroductieplaatsen. De kulan is opnieuw geïntroduceerd in Kazachstan, Oezbekistan en Oekraïne, waar de onagers voorheen leefden. Tevens werden ze ook in Israël geïntroduceerd, waar de ondersoorten hybriden maken met Perzische onagers in het wild.
In 2005 werd het aantal kulans geschat op 1.295-1.345 individuen in Turkmenistan. Er waren geen andere gegevens over de toestand van de Turkmeense populaties, maar de hoop bleef dat kleine groepen dieren nog steeds in ontoegankelijke gebieden rond Badkhyz woonden en floreerden in het West Kopetdagh (Sumbar-Chandyr-vallei) en het Ustyurt-plateau rond het Sarakamish-meer. Bepaalde gefragmenteerde populaties van kulans nemen echter momenteel toe tot meer dan 2000 individuen in het wild. Er wordt ook geschat dat meer dan 6.000 kulans in Centraal-Azië wonen. In 2017 leven er in totaal 3.900 kulans in Kazachstan, waarvan de grootste groep (3.400) in het Altyn-Emel National Park leeft.
Op 21 mei 2020 is er een kudde van 20 kulans uitgezet in de Tarutino Steppe in Oekraïne